# ジョージ・ペイク
ジョージ・ペイク（George Pake、1924年4月1日 - 2004年3月4日）は、アメリカ合衆国の物理学者である。パロアルト研究所の設立に尽力したことで知られる。

## 経歴
カリフォルニア工科大学で学士号及び修士号を取り、1948年にエドワード・ミルズ・パーセルの指導の下、ハーバード大学で物理学の博士号を取得した。
第二次世界大戦中に、アメリカ陸軍で重い脊柱側弯にかかった。ペイクは、オハイオ州ケントの英語教師の家庭で育った。子供の時に引っ越して以来、再び住むことはなかったが、ペイクは故郷への思いを持ち続け、後年、ケントで卒業式の演説を依頼された時にはそのことに感謝している。
セントルイス・ワシントン大学に4年間教授として勤めた後、ペイクは28歳で物理学科長となった。1962年から1970年には学長を務め、その後パロアルト研究所の設立に従事した。
パロアルト研究所では、主にコンピュータ科学を中心とした専門家が集められた。ペイクがいた時代に、研究所ではレーザープリンターやアイコンを利用したデスクトップが開発された。これはすぐにコンピュータ業界の標準となった。
ペイクは1986年にゼロックスを退社し、そして2004年3月4日にアリゾナ州ツーソンで多臓器不全のため死去した。
晩年、ペイクは、アンドリュー・ザントンとともに2冊の本を書き始めた。1冊は回顧録で、もう1冊は研究センターやシンクタンク等の運営に対するアドバイスを書いたものだった。ペイクの死によって、2冊の本は未完に終わった。

## 受賞歴
- 1986年 IRIメダル
- 1987年 アメリカ国家科学賞